# Algimantas Valantinas
Algimantas Valantinas (ur. 29 października 1961 w Buknaičiai w rejonie możejskim) – litewski prawnik, prokurator, sędzia, Prokurator Generalny Republiki Litewskiej w latach 2005–2010.

## Życiorys
W latach 1980–1985 studiował na Wydziale Prawa Uniwersytetu Wileńskiego. Po zdobyciu dyplomu zaczął służbę w prokuraturze. Przez trzy lata pracował w Prokuraturze Rejonowej w Koszedarach, gdzie był asystentem prokuratora i śledczym. W latach 1988–1989 odbył służbę w Armii Radzieckiej.
Od 1990 do 1991 był prokuratorem i szefem prokuratury rejonu szyrwinckiego. W latach 1991–1994 kierował prokuraturą rejonu janowskiego, a w latach 1994–1999 był sędzią, a następnie prezesem Sądu Rejonowego w Janowie. Od 1999 do 2000 był dyrektorem Departamentu Sądów przy Ministerstwie Sprawiedliwości. W 2000 objął funkcję prezesa II Sądu Rejonowego w Wilnie.
24 listopada 2005 otrzymał nominację na stanowisko Prokuratora Generalnego. 5 lutego 2010 złożył dymisję z zajmowanego stanowiska. Dekret prezydenta o odwołaniu Valantinasa wszedł w życie 23 lutego 2010.
W latach 2000–2005 był członkiem Zarządu Litewskiego Stowarzyszenia Sędziów. Od 2002 do 2005 zasiadał w Radzie Sądownictwa.
Zna język angielski i rosyjski. Żonaty, ma syna i córkę.